# Fayçal Badji
Fayçal Badji (arabisch فيصل باجي; * 15. Februar 1973 in Algier, Algerien) ist ein ehemaliger algerischer Fußballspieler. Er absolvierte sieben Spiele für die algerische Nationalmannschaft.
Badji spielte den größten Teil seiner Karriere in seinem Heimatland Algerien. 1999 wechselte er für lediglich ein Jahr zu Erzurumspor in die Türkei. 2009 beendete er mit 36 Jahren bei MC Alger seine aktive Karriere.
Für die Nationalmannschaft debütierte er 1995 bei einem Afrikameisterschaft-Qualifikationsspiel am 14. Juli gegen Ägypten (1:1). Sein letztes Spiel war eine 0:1-Niederlage gegen Burkina Faso am 20. Januar 2000. In seinen sieben offiziellen Einsätzen gelang ihm kein Treffer, lediglich in einem inoffiziellen Länderspiel gegen den CR Vasco da Gama konnte er ein Tor erzielen.